# Pro Teste (revista)
PROTESTE é uma revista de pesquisas e testes da propriedade da associação brasileira PROTESTE declarada pela Organização da Sociedade Civil de Interesse Público (OSCIP).
Faz parte da International Consumer Research & Testing (ICRT) e da Euroconsumers, organização de defesa do consumidor que congrega associações de Bélgica, Portugal, Espanha e Itália.

## Unidades
Existem unidades na Barra da Tijuca no Rio de Janeiro e na Vila Clementino em São Paulo

## PRO Teste
Redação: